# Rawhide
 Rawhide és una pel·lícula estatunidenca dirigida per Henry Hathaway, estrenada el 1951.

## Argument
Tom Owens ajuda el vell Sam Todd a portar el dencans de diligències de Rawhide, un remot racó d'Arizona. Els dos homes tracten de persuadir una viatgera a no reprendre el viatge el mateix dia; li aconsellen esperar un dia a causa dels lladres que assolen la regió. Però el cap d'una banda arriba al lloc amb els seus homes amb la intenció de capturar una diligència que porta cent mil dòlars en or. El vell Sam intenta oposar-se al cap de la banda que no dubta a matar-lo ...

## Repartiment
- Tyrone Power: Tom Owens
- Susan Hayward: Vinnie Holt
- Hugh Marlowe: Zimmerman
- Dean Jagger: Yancy
- Edgar Buchanan: Sam Todd
- Jack Elam: Tevis
- George Tobias: Gratz
- Jeff Corey: Luke Davis